# Hystricomorpha
De Hystricomorpha is een onderorde van knaagdieren die de Diatomyidae, goendi's en Hystricognathi (onder andere stekelvarkens, schijnratten, cavia-achtigen en agoeti's) omvat. 

## Systematiek
De associatie van de hystricomorfe en hystricognathe Hystricognathi met de hystricomorfe en sciurognathe goendi's (zie knaagdieren voor definities) is in de systematische literatuur controversieel geweest. Tegenwoordig ondersteunen allerlei morfologische, paleontologische en genetische gegevens de associatie van de goendi's met de Hystricognathi opnieuw, en de naam Hystricomorpha wordt voor deze groep gebruikt.
In 2005 werd de groep nog uitgebreid door de ontdekking van de Laotiaanse rotsrat, beschreven als een primitief lid van de Hystricognathi. Nieuwe onderzoeken toonden echter aan dat dit dier niet, zoals oorspronkelijk aangegeven, hystricognath, maar sciurognath is. De soort werd herkend als een levend lid van de fossiele familie Diatomyidae, die een primitieve verwant van de Hystricognathi zou zijn.

## Verspreiding en leefgebied
De onderorde is waarschijnlijk in Azië ontstaan. De oudste fossiele Hystricomorpha, behorend tot families als de goendi's en de Chapattimyidae, komen allemaal uit Azië, net als zijtakken in de evolutie als de Diatomyidae. Tegenwoordig komen de goendi's alleen nog in Noord-Afrika voor, maar ze bereikten hun grootste diversiteit als fossielen in Azië. Ook de oudste Hystricognathi, de Tsaganomyidae, komen uit Azië. Tegenwoordig omvat de onderorde zo'n 300 soorten in ongeveer 80 geslachten, verdeeld over bijna 20 families. Het grootste deel daarvan komt voor in Zuid-Amerika, maar er zijn ook enkele soorten in Noord-Amerika en Europa en een aantal in Afrika en Zuid-Azië.

## Indeling
De onderorde omvat de volgende families:
- Onderorde Hystricomorpha
  - Infraorde Ctenodactylomorphi
    - Familie Chapattimyidae†
    - Familie Goendi's (Ctenodactylidae)
    - Familie Diatomyidae
    - Familie Tamquammyidae†
    - Familie Yuomyidae†

  - Infraorde Hystricognathi (zie artikel voor verdere indeling)